# Burg Maus
Die Burg Maus ist eine aus der zweiten Hälfte des 14. Jahrhunderts stammende kurtrierische Höhenburg im Mittelrheintal bei Sankt Goarshausen in Rheinland-Pfalz. Sie liegt auf 197,3 m ü. NHN über dem Ortsteil Wellmich und ist seit 2002 Teil des UNESCO-Welterbes Oberes Mittelrheintal.

## Geschichte
Die Burg wurde von 1353 bis 1357 durch den Erzbischof Boemund II. von Trier unter dem Namen St. Peterseck geplant und begonnen und unter seinen Nachfolgern Kuno II. von Falkenstein und Werner von Falkenstein vollendet (1362 bis 1388). Sie diente den beiden letzteren Kirchenfürsten zeitweise als Residenz. Ursprünglich sollte eine weitere kurtrierische Burg namens St. Petersberg in der Nähe errichtet werden, um den beiden katzenelnbogischen Burgen Neukatzenelnbogen (Burg Katz) und Rheinfels etwas entgegenzusetzen. Es blieb jedoch schließlich beim alleinigen Bau von Burg Peterseck.
Den Spottnamen Maus erhielt die Burg wohl von den Grafen von Katzenelnbogen, die in der Nähe zwischenzeitlich die größere Burg Neukatzenelnbogen – im Volksmund Burg Katz – erbaut hatten, wohl auch von den Einwohnern der Gegend, was seit 1744 erstmals überliefert ist. Neben Peterseck wurde die Burg auch Burg Thurnberg oder Deuernburg (Burg Deuernberg) genannt. Nie zerstört, verfiel sie erst ab dem 18. Jahrhundert. 1806 wurde sie auf Abbruch an Friedrich Gustav Habel verkauft, der die Burg erhalten wollte. 
Der Schriftsteller Victor Hugo widmete in seinem Buch Rheinreise 1840 der Burg ein eigenes Kapitel.
Die Burg wurde zwischen 1900 und 1906 unter dem Architekten Wilhelm Gärtner wiederaufgebaut, der das äußere Erscheinungsbild weitgehend erhalten hat. Bis Ende 2010 war über Jahrzehnte in Burg Maus ein Adler- und Falkenhof untergebracht.

## Beschreibung

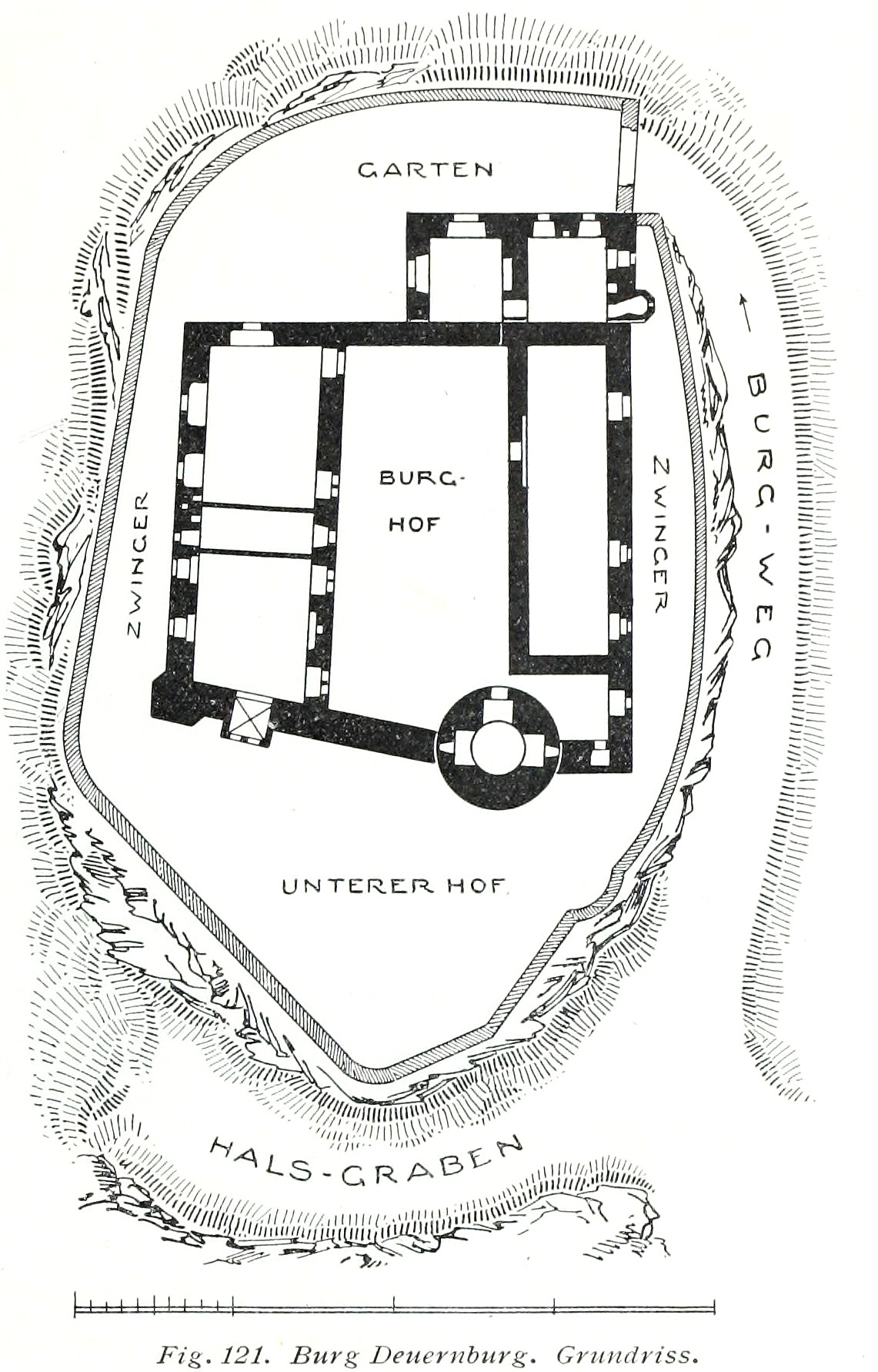
Grundriss der Burganlage (gezeichnet vor 1914)

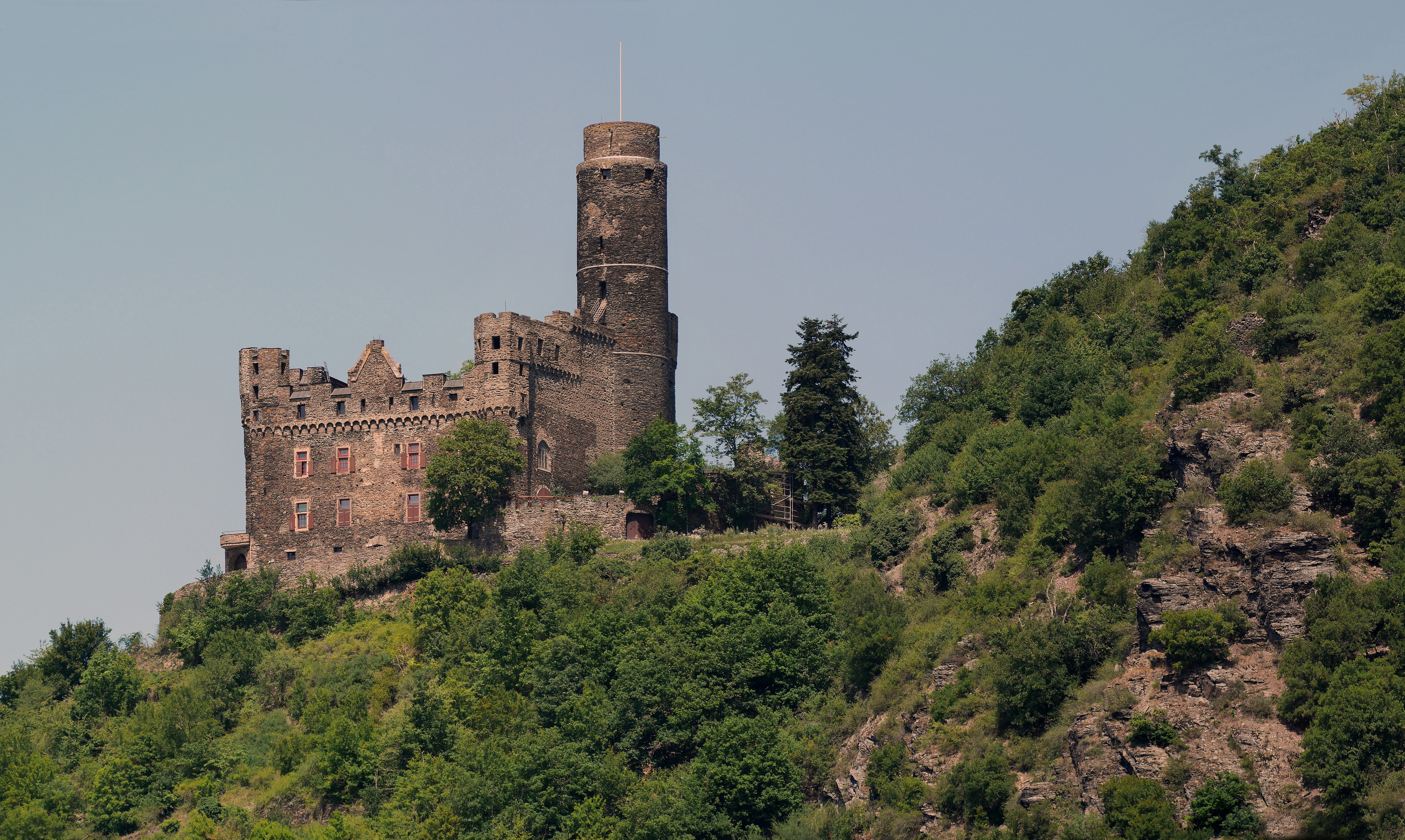
Burg Maus

Die aus dem vor Ort gewonnenen Schieferbruchstein errichtete, fast quadratische Kernburg umschließt den Innenhof mit westlich angeschlossenem Wohnturm und südlich gelegenem Palas. Palas, Innenhof und Nordbau (heute in Ruinen) teilen die Kernburg in drei Abschnitte. Auf der östlichen Hauptangriffseite ragt der 33 Meter hohe und acht Meter durchmessende, runde Bergfried, beiderseits halb vorspringend aus der zehn Meter hohen Schildmauer, mit einem südöstlichen quadratischen und einem nördlichen achteckigen Ecktürmchen heraus. Der Bergfried hat nur vier Fensterscharten in der Wehrplattform, die im Jahre 1924 einen zusätzlichen Aufsatz erhielt. Heute ist der Turm über den Wehrgang zugänglich (seinerzeit nur über eine einziehbare Holzleiter), der unter dem Dach auf einem vorkragenden Rundbogenfries mit Basaltkonsolen allseitig die Burg umgibt, und früher mit rechteckigen, wahrscheinlich durch Holzklappläden verschließbaren Luken anstelle von Zinnen ausgestattet war.
Im Westen der Anlage steht der kurfürstliche Wohnturm, der ursprünglich nur die halbe Grundfläche im Süden für einen Raum pro Geschoss besaß. Er war unter Erzbischof Boemund II. als viergeschossiger Wohnturm von 7 mal 8,5 Meter Grundfläche mit der Burg errichtet worden. Zwischen 1362 und 1388 wurde unter Kuno von Falkenstein im Norden ein etwa gleich großer Anbau angefügt.  Während der Erstbau in seinen Hauptgeschossen, wo wahrscheinlich im 1. OG auch die erzbischöfliche Kammer lag, jeweils einen Raum besessen hatte, war diesem nun jeweils ein fast gleich großer angeschlossen. Beide Räume eines Geschosses waren kaminbeheizt; während jedoch der ältere Südraum auf zwei Seiten zweibahnige Fenster besaß, erhielt der jüngere lediglich einbahnige, zusätzlich aber einen Abortturm auf der Nordseite. Hier lag nun die herrschaftliche Schlafkammer. Der größere Wohnturm stellte nun ein modernes erzbischöfliches Domizil mit einem Appartement aus zwei Räumen pro Geschoss dar. Er besaß anfänglich vier, jetzt nur noch zwei vorkragende, runde Eckwarten mit vieleckigem Abschluss in Höhe der Wehrplatte.
Das südliche Drittel der Burganlage beherrscht der zweigeschossige Palas mit schmaler Burgkapelle im Obergeschoss. Im nördlichen Teil lag gegenüber dem Palas ein heute in Ruinen liegendes Wirtschaftsgebäude. Bis ins 17. Jahrhundert hatten die Burggebäude steile, schiefergedeckte Walmdächer, der Bergfried hatte ein Kegeldach, wie einem Stich von Matthäus Merian zu entnehmen ist. Außerdem waren die Außenwände, wie damals üblich, hell verputzt (siehe Marksburg).
Eine umlaufende, zur Angriffsseite spitz hervortretende Zwingeranlage, die dort den unteren Burghof umgibt, und der in den Fels geschlagene steile und tiefe Halsgraben schützten zusätzlich die Burg. Der Zugang führte am Halsgraben vorbei und entlang des Burgweges an der Nordseite über eine nicht mehr existierende Zugbrücke in das westlich am Wohnturm angesetzte Torhaus.
Alle Gebäudeteile waren beheizbar, und große Sitznischen – echte Fensterbänke – waren an den Palasfenstern in die Wände eingelassen.